# 天都山
44°0′03.7″N 144°14′23.2″E / 44.001028°N 144.239778°E

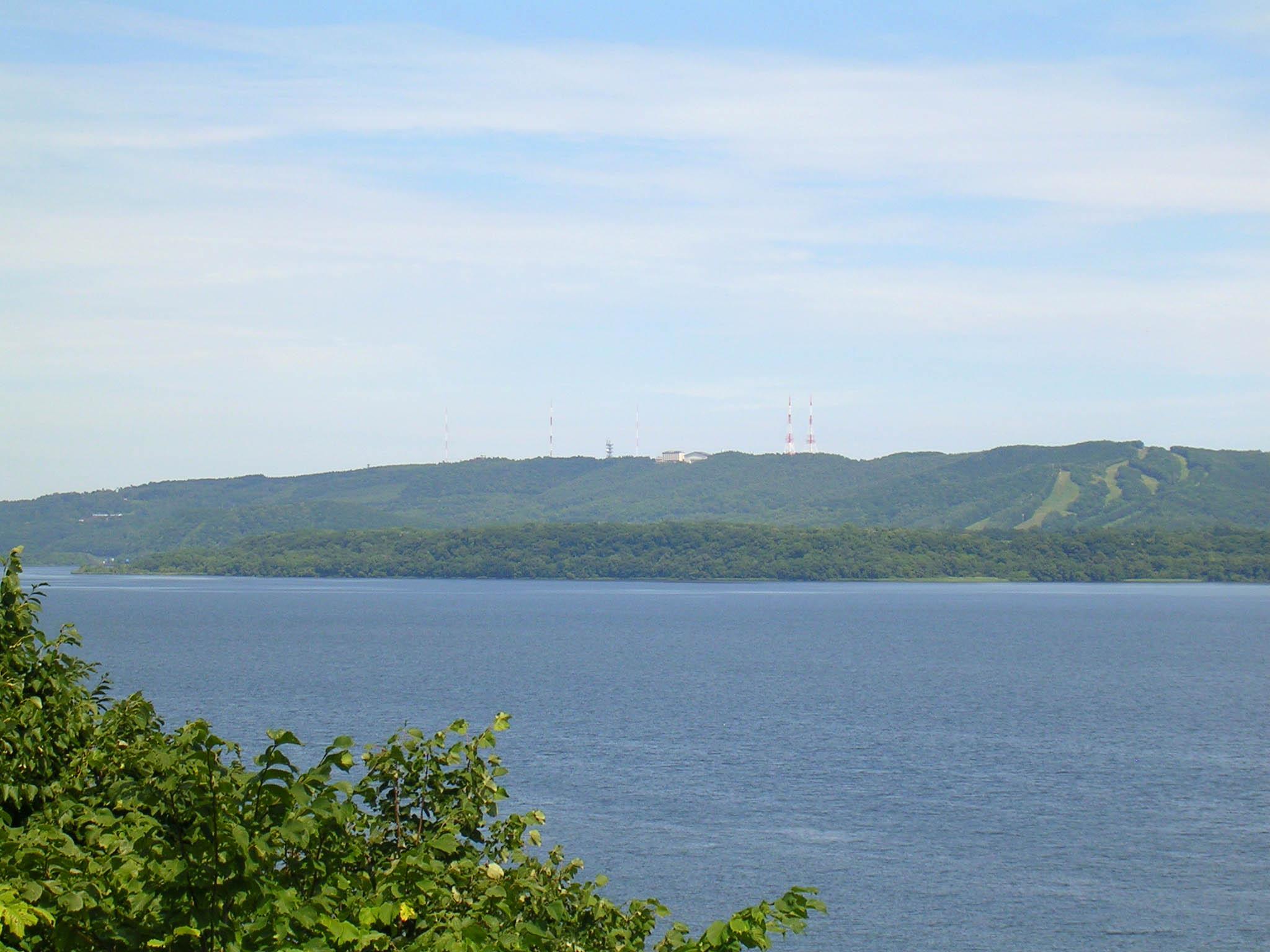
從網走湖湖岸看見的天都山

天都山是位於日本北海道網走市市區西南側的山，海拔高度207公尺。於1938年獲指定為日本國名勝，現為網走國定公園的範圍內。
在山頂區域設有展望台，可遠眺網走湖、能取湖、鄂霍次克海、斜里岳、海別岳等位於知床半島的山脈。展望台旁為鄂霍次克流冰館和天都山櫻花公園，公園內種有約1000顆的大山櫻，在每年五月會舉辦「天都山櫻花祭」。
網走市主要的觀光景點都位於山上，包括天都山展望台、鄂霍次克流冰館、北海道立北方民族博物館、湖景滑雪場（レークビュースキー場）、博物館網走監獄。
在山上還設有NHK北見放送局和民間電視、廣播的信號轉送站。

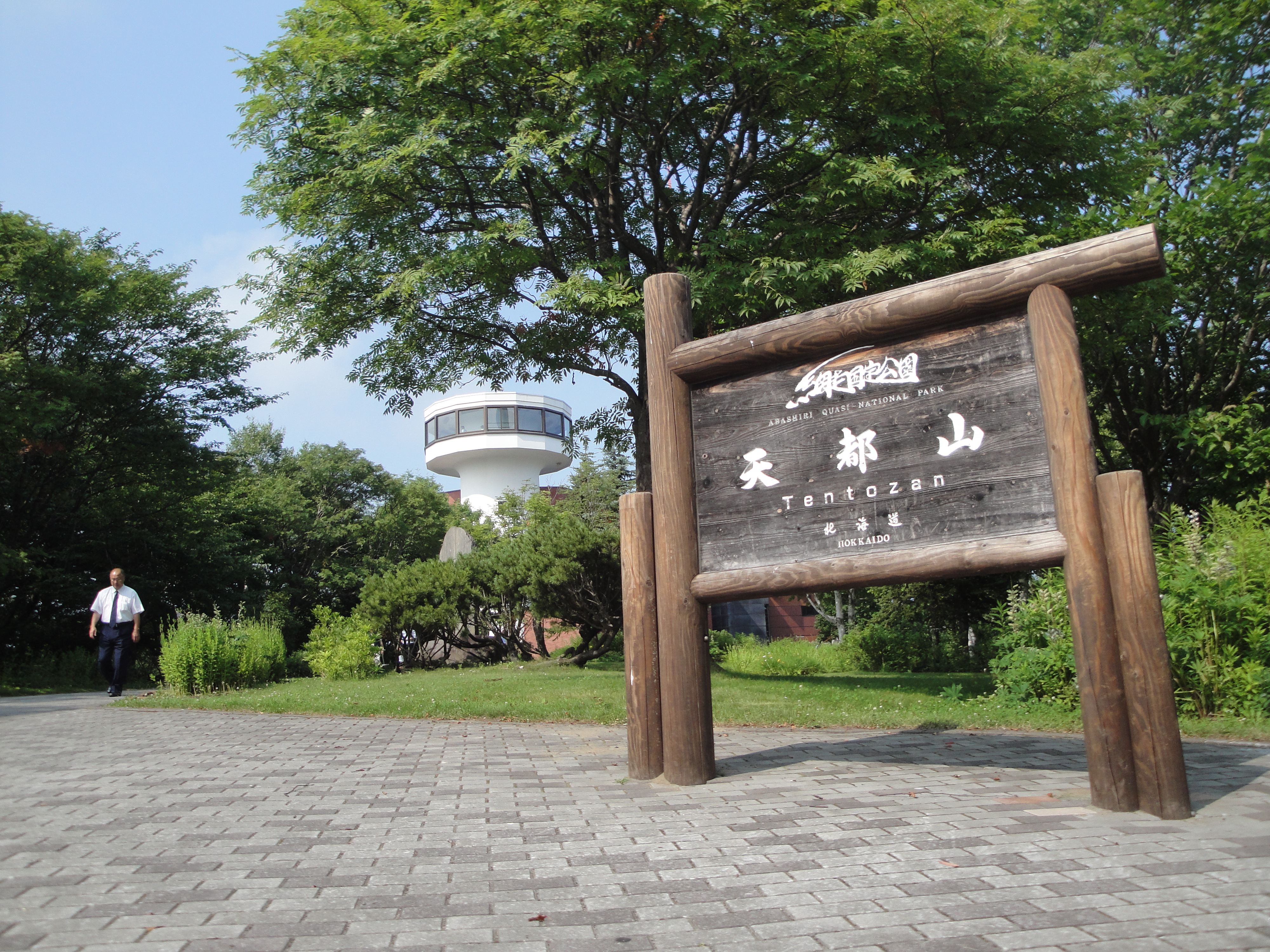
天都山
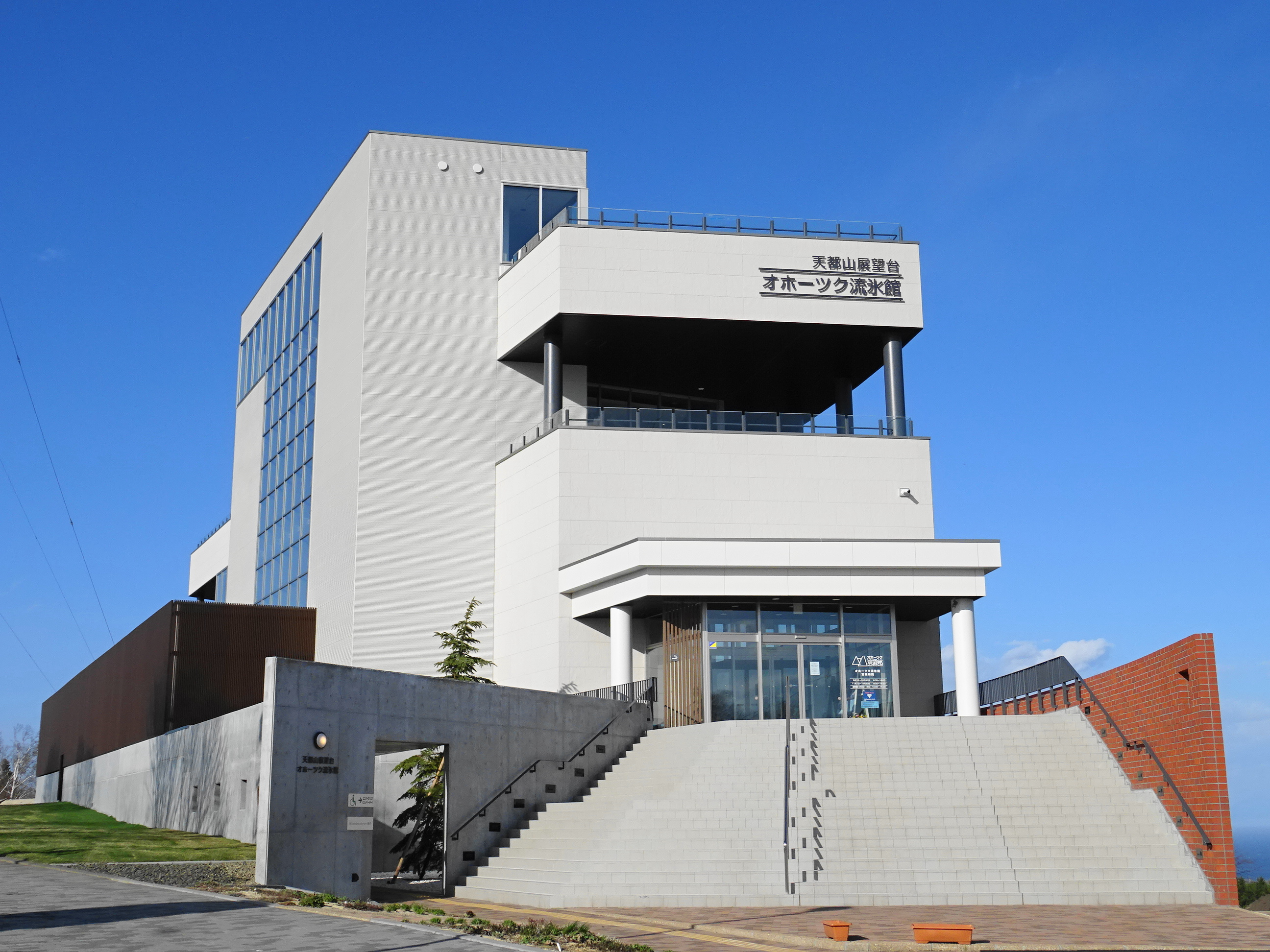
天都山展望台・鄂霍次克流冰館（攝於2016年）
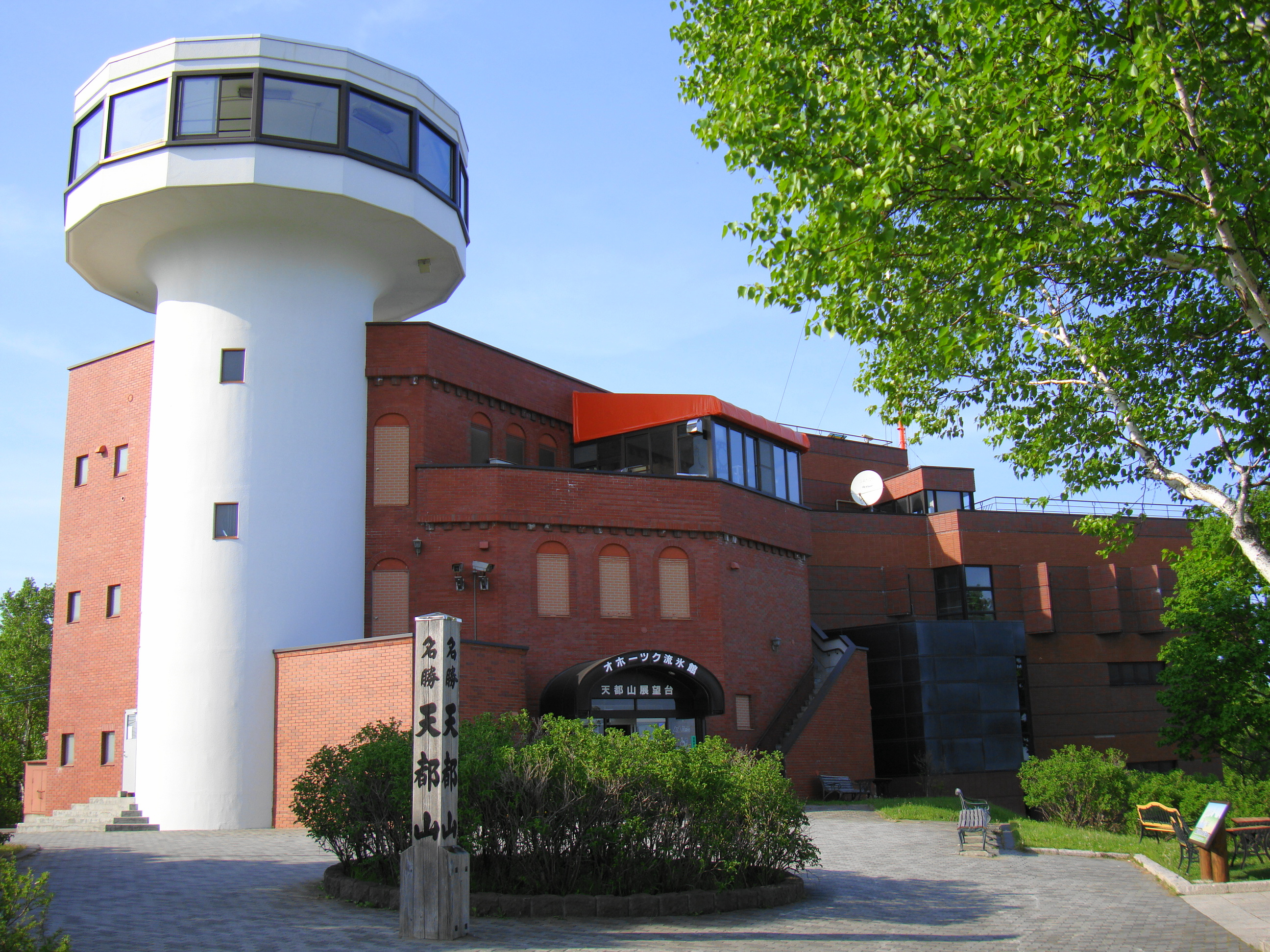
舊天都山展望台・鄂霍次克流冰館（攝於2010年）
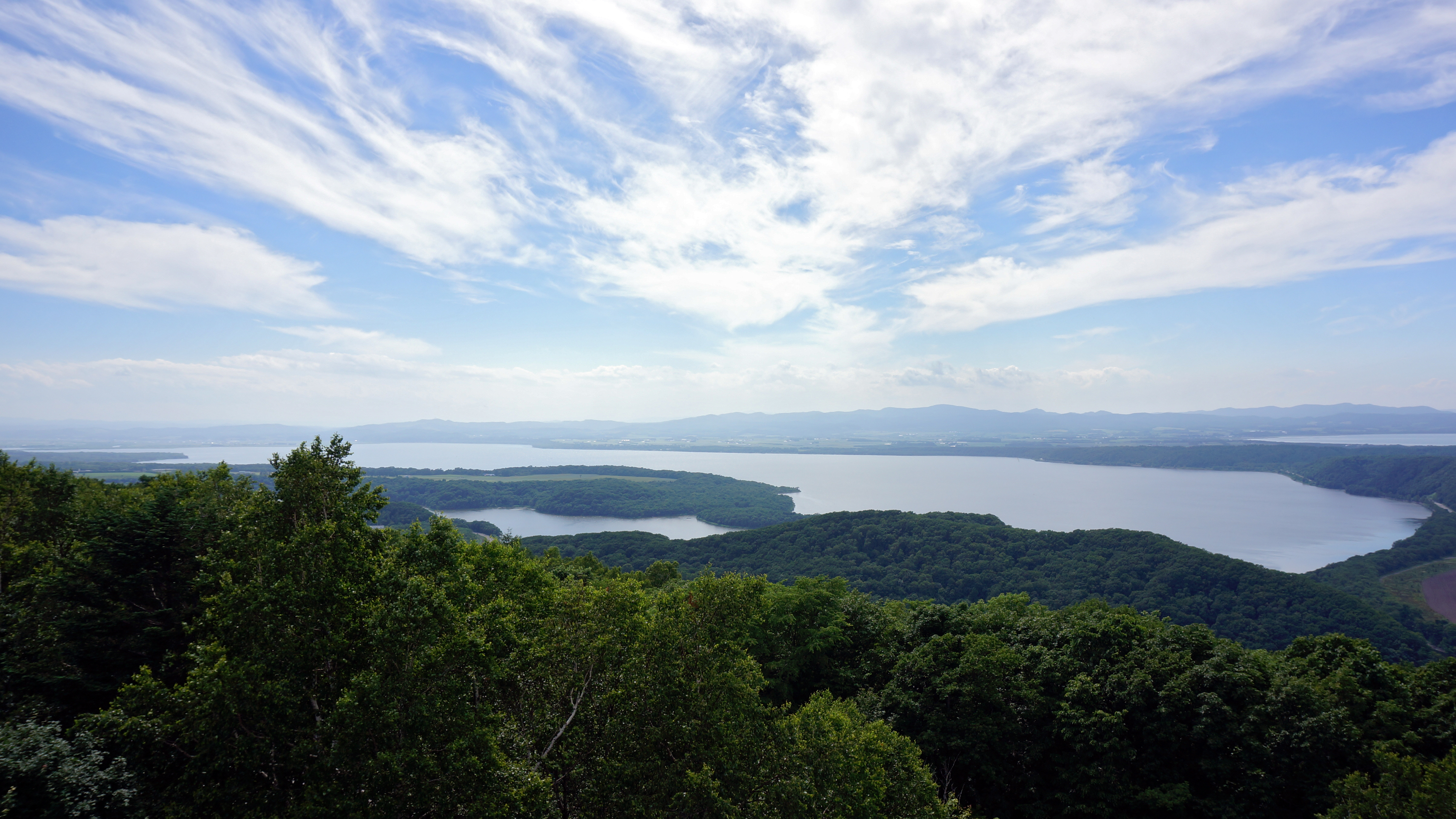
從天都山上遠眺網走湖

## 外部連結
- （日語） 天都山展望台